# Énergie renouvelable au Brunei

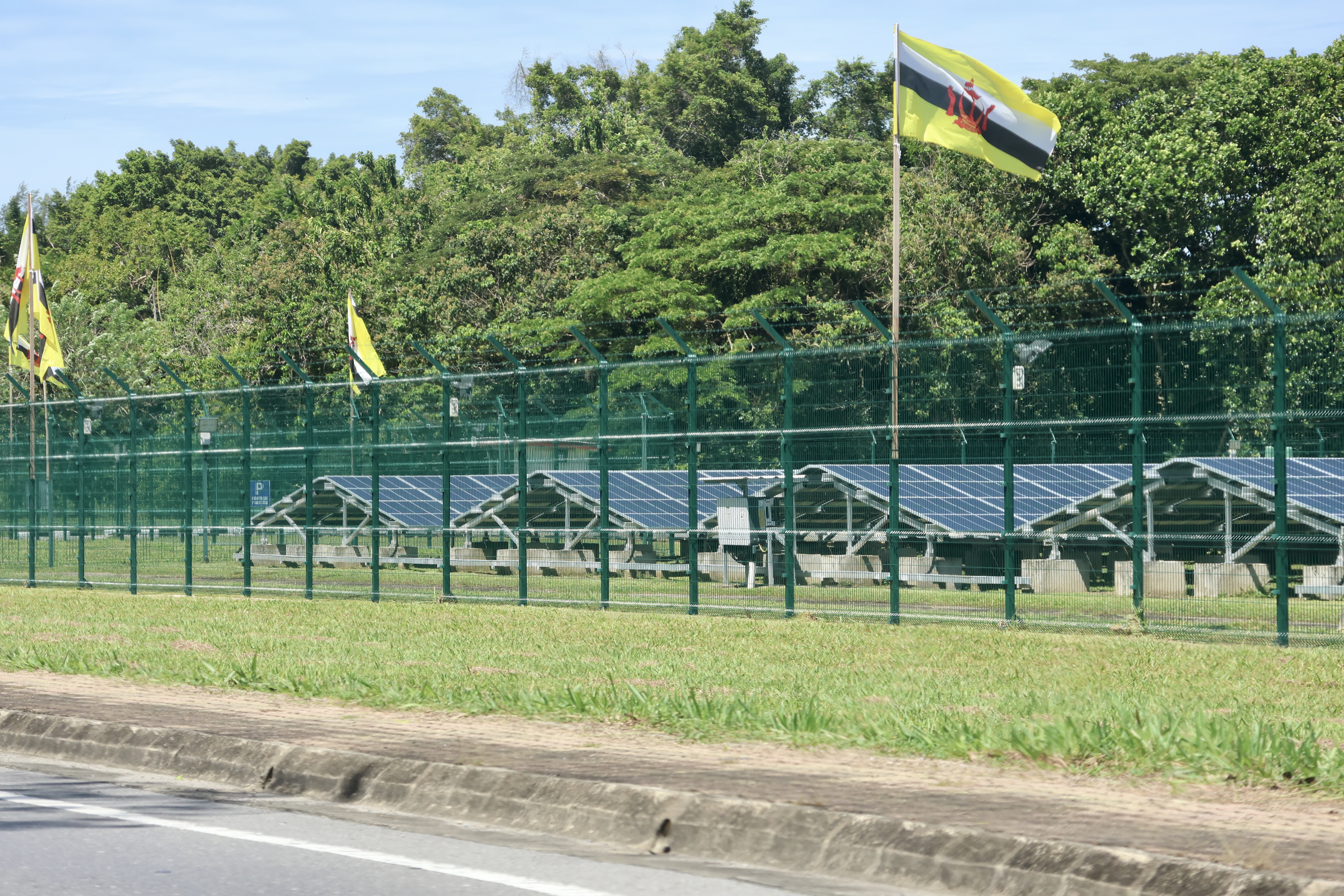
Installation solaire photovoltaïque de démonstration BSP en 2023.

Seule 0,05 % de l'électricité de Brunei est générée à partir d'énergies renouvelables en 2014, les 99,95 % restants provenant de combustibles fossiles. En 2014, la nation établit un objectif de 10% d'énergie renouvelable dans le mix de production d'électricité d'ici 2035. Brunei doit alors progresser de manière significative pour atteindre ses objectifs. Pour favoriser la croissance des énergies renouvelables, en particulier l'énergie solaire, plus abondante que l'énergie éolienne, la nation doit encore mettre en place un cadre réglementaire.
Au début des années 2020, Brunei revoit ses objectifs à la hausse et souhaite porter la part des énergies renouvelables dans son mix de production à 30 % d'ici 2035. Parmi les autres objectifs ambitieux figurent l'élaboration et la mise en place d'un mécanisme de tarification ou de taxation du carbone d'ici 2025 et l'aide aux clients multinationaux du secteur pétrolier et gazier pour qu'ils respectent leurs engagements nets zéro. Le développement du marché national de l'énergie propre et la satisfaction de la demande des entreprises en énergie renouvelable devraient être facilités par la mise en œuvre du certificat I-REC(E).

## Contexte
Brunei et les Émirats arabes unis (EAU), deux pays riches en pétrole, utilisent le pétrole et le gaz comme source d'énergie principale et en dépendent fortement pour leurs économies. Cependant, leurs feuilles de route énergétiques ont été affectées par la transition énergétique mondiale vers une production d'énergie plus durable. Selon son premier plan Wawasan Brunei 2035, Brunei veut déployer jusqu'à 10 % d'énergies renouvelables d'ici 2035, tandis que les Émirats arabes unis veulent atteindre 50 % de leur mix énergétique à partir de sources renouvelables d'ici 2050. Selon le Livre blanc sur l'énergie de Brunei, les engagements du pays en faveur des énergies renouvelables sont principalement motivés par ses inquiétudes concernant la sécurité énergétique du pays. Afin de réaliser sa vision 2035, le gouvernement brunéien établit trois objectifs stratégiques.
L'objectif principal est d'améliorer les systèmes pétroliers en amont et en aval. Le deuxième objectif est de promouvoir la croissance de l'énergie durable et le troisième objectif est de maximiser la croissance économique dans le secteur de l'énergie. Le gouvernement de Brunei s'engage à renforcer les énergies renouvelables, en particulier le solaire photovoltaïque, afin d'assurer la croissance de l'énergie durable. Brunei a également l'intention de construire la ville intelligente de Temburong, qui repose principalement sur l'énergie solaire et est surnommée le « joyau vert de Brunei ». Cependant, Brunei ne commence que par la mise en place de 1,2 MW d'énergie solaire en tant que projet de démonstration. Il est donc raisonnable de supposer que la mise en œuvre des énergies renouvelables en est encore à ses balbutiements. Il existe cependant des mesures particulières que Brunei pourrait prendre pour accélérer ce processus et accroître son implication dans l'énergie durable dans la zone de l'ANASE.
Actuellement, les revenus pétroliers représentent encore 73 % du PIB de Brunei. Alors que la production de pétrole est à son plus haut niveau, le pays pourrait commencer à en consacrer une partie pour encourager les énergies renouvelables et attirer les investissements. Cela permettra au Brunei d'effectuer une transition en douceur vers les énergies renouvelables et de réduire sa dépendance à l'égard de l'industrie pétrolière et gazière. Le Brunei doit être conscient que le coût des technologies des énergies renouvelables n'a cessé de baisser au cours des dix dernières années, et la nation pourrait en tirer profit si le cadre approprié pour les énergies renouvelables est mis en place. Afin de favoriser cet objectif, le gouvernement de Brunei a restructuré le ministère de l'Énergie, de la Main-d'œuvre et de l'Industrie (MEMI) depuis juillet 2018.

## Mises en œuvre concrètes
Brunei a ouvert sa première centrale solaire, la centrale photovoltaïque de 1,2 MW de Tenaga Suria Brunei, le 26 mai 2011, sous l'égide du sultan Hassanal Bolkiah. La centrale alimente environ 200 maisons dans le pays,. L'installation a permis de déterminer les caractéristiques de performance de six types différents de panneaux PV et, par conséquent, de déterminer le panneau PV optimal dans les circonstances climatiques de Brunei. Après la phase d'évaluation, le Département des services électriques a pris le contrôle de l'installation en 2013 et est maintenant responsable de l'entretien et de l'exploitation quotidiens de l'installation. La centrale est exploitée par le Département des services électriques du ministère de l'Énergie et contribue à environ 0,14 % de la capacité de production d'électricité globale du pays.
Le 1er janvier 2020, l'équipe BSP Energy Transition est créée pour diriger l'assistance au processus de décarbonation de Brunei. L'équipe sert de relais au secrétariat du changement climatique de Brunei et s'efforce d'être le centre d'excellence pour les solutions à faible émission de carbone. Il collabore avec diverses équipes et fonctions pour réduire l'empreinte carbone globale associée à l'exploitation de l'industrie pétrolière et gazière. BSP souhaite renforcer l'utilisation des énergies renouvelables dans ses actifs opérationnels et passifs. La centrale photovoltaïque solaire BSP de 3,3 MW à Jalan Tengah, Seria, est la deuxième centrale solaire de Brunei. Elle est achevée en 2021 et commence à produire de l'électricité le 30 mars 2021. Avec près de 7 000 panneaux solaires, elle est capable de générer suffisamment d'énergie pour alimenter 600 maisons,.

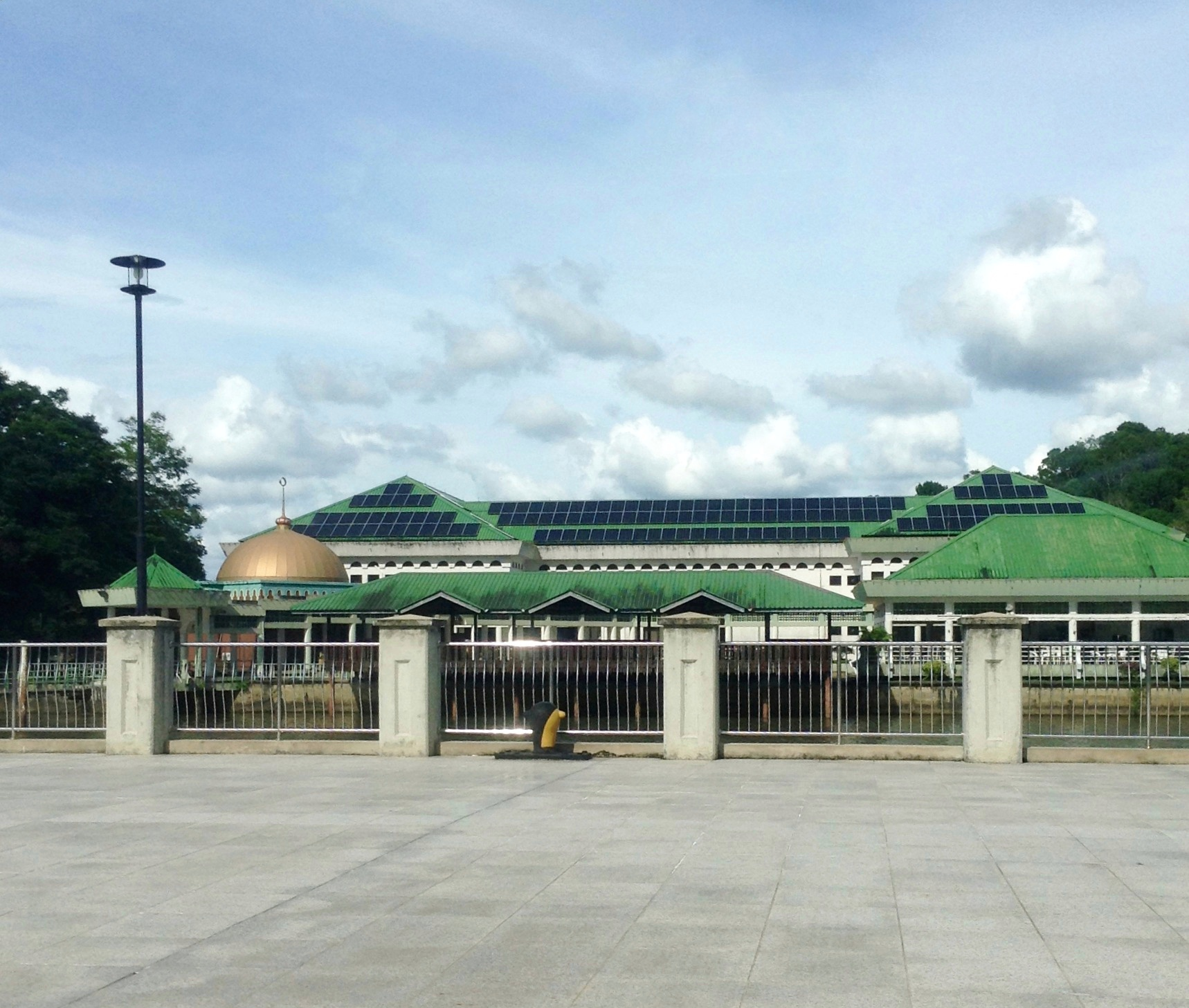
Des panneaux solaires installés sur un bâtiment du gouvernement de Brunei à Temburong.

Le bureau du district de Temburong est désormais la première structure gouvernementale à énergie solaire de Brunei grâce à l'installation de 255 panneaux solaires sur son toit. Le système d'énergie solaire peut produire 100 kWc d'énergie propre et devrait réduire les coûts annuels d'électricité jusqu'à 11 000 dollars, selon un communiqué publié le 10 juillet 2021 par le ministère de l'Énergie. L'initiative, qui coûte 97 474 $ en investissement, fait partie des efforts du gouvernement pour passer des combustibles fossiles aux énergies renouvelables.
Le coût est le principal obstacle à la croissance de la production d'énergie renouvelable dans le sultanat. En raison des vastes gisements d'hydrocarbures du pays, qui sont utilisés pour alimenter ses centrales thermiques pour produire de l'énergie, Brunei a certains des coûts d'électricité les plus bas de la région. Le fait que la parité réseau n'est pas encore atteinte n'encourage pas les particuliers à installer leurs propres panneaux solaires. Lorsque le coût de production d'électricité à partir de sources renouvelables est égal ou inférieur à celui de son achat sur le réseau national, il est considéré que la parité réseau est atteinte.

### Énergie issue de la biomasse
Une étude de recherche sur la manière dont les déchets peuvent être utilisés au profit de la nation est présentée en 2014. La biomasse peut être un substitut parfait à l'utilisation du pétrole et du gaz par le Sultanat, car le pays possède beaucoup de biomasse qui pourrait être utilisée comme matière première pour la pyrolyse. La balle de riz, la sciure de bois, la fibre de maïs, la fibre de noix de coco et la coque et fibre de maïs font partie des déchets solides pouvant être utilisés.

## Participation du secteur privé
Plusieurs projets et actions ont été mis en place dans le pays conformément aux objectifs en matière d'efficacité énergétique, de conservation et d'énergies renouvelables. Le ministère de l'Énergie s'est engagé à porter la capacité des énergies renouvelables à au moins 300 mégawatts. En utilisant un modèle de partenariat public-privé (PPP), le ministère prévoit de construire une centrale solaire de 30 mégawatts à Kampong Belimbing à Mukim Kota Batu. Le gouvernement du Brunei prévoit de construire la plus grande centrale électrique du Brunei à Sungai Akar d'une capacité de 30 MW, ainsi que deux autres centrales électriques à Tutong (Bukit Panggal) et Temburong (Kampong Belingos) d'ici 2025. Un projet d'expansion pour Tenaga Suria Brunei, qui vise à augmenter sa capacité de 1,2 MW à 4,2 MW, est également prévu,.
En avril 2021, Kampong Perdayan a installé 75 lampadaires solaires le long de Jalan Labu. Depuis 2018, des panneaux solaires ont également été placés sur des maisons longues à l'intérieur de Tutong et Belait. Lors de l'événement de lancement, le Département des services électriques a également célébré 100 ans de fourniture d'électricité. Pour fournir à la région une énergie plus fiable, un réseau de 6 kV est en cours de développement à Mentiri ; ce réseau sera connecté à la centrale de Temburong. Une fois le projet terminé, la centrale électrique de Belingos n'aura plus besoin de générateurs diesel.